# ふしぎ星の☆ふたご姫 Gyu!
『ふしぎ星の☆ふたご姫 Gyu!』（ふしぎぼしの ふたごひめ ぎゅっ!）は、日本のアニメ作品。2006年4月1日から2007年3月31日までテレビ東京系列で放送された。

## 概要
テレビ東京系で2005年4月2日から2006年3月25日まで放送された『ふしぎ星の☆ふたご姫』の続編。当初は前作の終了をもって完結の予定だったが、続編の製作が決定した。玩具は前作に引き続いてバンダイから発売された。
前作に引き続き、小学館は主力スポンサーの一つであったが、第27話（9月30日放送分）を最後に降板した。前作にて小学館の雑誌で行われていた漫画化は今回は見送られている。主題歌（ED前期）には『学園天国』のリメイクが採用された。
本作の終了後は再び『ケロロ軍曹』がこの時間帯に戻っている。そのため土曜日10時00分-10時30分の時間帯は佐藤順一が関わるアニメが占めることになり、2011年4月2日に終了した『ケロロ軍曹（第7期）』までその状態が続いた。

## あらすじ
「ふしぎ星」の危機を救った「おひさまの国」のふたごのプリンセス、ファインとレインは、故郷を離れロイヤル・ワンダープラネットにある全寮制のロイヤル・ワンダー学園に入学する。この学園はクイーンやキングになる資格を得るために、宇宙中の様々な星からプリンスやプリンセスが留学生として入学している。しかし学園は入学前に想像していた「楽しい学園生活」にほど遠く、無意味に厳しい校則や建前主義の横行でとても重苦しい雰囲気。2人はこの雰囲気を打破し、学園を明るく楽しい場所にすべく「友だち100万人」を合い言葉に立ち上がる。

## 前作との違い
前作と違ってキャラクターのコスチュームが違う。前作ではプリンス・プリンセスの正装であったが、今作ではロイヤルワンダー学園の制服を着用している。制服は上は大きな襟の付いたジャケットで、下は男性キャラはズボン、女性キャラはスカートである。制服の色はキャラクターによって違う。通学時はその上に、腰が隠れる程度の丈の白いマントを着用する。

## スタッフ[1]
- 原案 -  バースデイ
- 総監督 - 佐藤順一
- 監督 - 河本昇悟
- シリーズ構成 - 中瀬理香
- キャラクターデザイン - 数井浩子、小林明美、吉川美貴
- 総作画監督 - 原田大基、丹羽恭利
- コンセプトデザイン - 宮尾佳和、プレックス
- プロップデザイン - 村田護郎、プレックス
- 美術監督 - 大橋由佳
- 色彩設計 - 川上善美
- 撮影監督 - 和田尚之
- 編集 - 西山茂
- 音楽 - 中川幸太郎
- 音響監督 - 本山哲
- プロデューサー - 具嶋朋子→吉野文、高橋知子
- アニメーション制作 - ハルフィルムメーカー
- 制作 - テレビ東京、NAS

## 主題歌

### オープニングテーマ
「キミのアシタ」
作詞 - 森林檎 / 作曲・編曲 - 本田洋一郎 / 歌 - FLIP-FLAP

### エンディングテーマ
「学園天国」（第1話（2006年4月1日）- 第26話（2006年9月23日））
作詞 - 阿久悠 / 作曲 - 井上忠夫 / 編曲 - 佐橋俊彦・坂部剛 / 歌 - ワンダー☆5
フィンガー5が1974年に発売した曲のカバー曲。
「学園天国〜ファイン★レインばーじょん」（第27話（2006年9月30日））
歌 - ファイン★レイン（小島めぐみ&後藤邑子）
「チュルッチュ☆ロック!」（第28話（2006年10月7日）- 第51話（2007年3月24日））
作詞・作曲 - 栗田貴司 / 編曲 - 澤口和彦 / 歌 - ワンダー☆5
「おしゃれファンタジー（オーケストラヴァージョン）」（最終話（2007年3月31日））

### 挿入歌
「みらくる☆じぇみにGyu!」
作詞 - くろべさき / 作曲 - イトウミホコ / 編曲 - 坂部剛 / 歌 - FLIP-FLAP

## 各話リスト
| 話数 | サブタイトル                             | 脚本       | コンテ            | 演出         | 作画監督            | 放送日        |
| ---- | ---------------------------------------- | ---------- | ----------------- | ------------ | ------------------- | ------------- |
| 1    | 新しい学校☆めざせ友達100万人             | 中瀬理香   | 佐藤順一          | 福田貴之     | 細居美恵子          | 2006年 4月1日 |
| 2    | 学園仲良し計画☆着ぐるみダンス            | 中瀬理香   | 河本昇悟          | 筑紫大介     | 木野下澄江          | 4月8日        |
| 3    | お笑い兄妹☆レモンとメロン                | 土屋理敬   | 奥野耕太          | 奥野耕太     | 南伸一郎            | 4月15日       |
| 4    | いきなり退学〜!?☆初めての授業            | 福嶋幸典   | 玉川達文          | 玉川達文     | 星野真澄            | 4月22日       |
| 5    | 学園ニュース☆レインの女子アナ大作戦      | 高橋ナツコ | 佐山聖子          | 藤本義孝     | 志田ただし          | 4月29日       |
| 6    | クラブ活動☆ファインのおなら大実験        | まさきひろ | 小野勝巳          | 吉田俊司     | 平塚知哉            | 5月6日        |
| 7    | いたずら天使☆街は大騒ぎ!?                | 吉村清子   | 青木佐恵子        | 筑紫大介     | 川元まりこ          | 5月13日       |
| 8    | 小さなソロの☆でっかい決意                | 中瀬理香   | 及川啓            | 及川啓       | 若山政志            | 5月20日       |
| 9    | 宇宙をこえて☆遠足サバイバル              | 土屋理敬   | 奥野耕太          | 奥野耕太     | 南伸一郎            | 5月27日       |
| 10   | 途絶えた友情☆リオーネのまごころ          | 福嶋幸典   | 福田貴之          | 福田貴之     | 細居美恵子          | 6月3日        |
| 11   | 熱いぜ!☆初恋のデコール                   | 高橋ナツコ | 宮下新平          | 藤本義孝     | 志田ただし          | 6月10日       |
| 12   | ふたごピンチ!☆ドキドキの公開授業         | まさきひろ | 河本昇悟          | 吉田俊司     | 内原茂              | 6月17日       |
| 13   | 天使とケンカ☆ピュピュの家出              | 吉村清子   | 水本葉月          | 水本葉月     | 上田幸一郎          | 6月24日       |
| 14   | ミステリーツアー☆開かずの扉のナゾ        | 福嶋幸典   | 青木佐恵子        | 筑紫大介     | 川元まりこ          | 7月1日        |
| 15   | トーマの陰謀☆ステージの甘い罠!           | 中瀬理香   | 小野勝巳          | 福田貴之     | シノミン            | 7月8日        |
| 16   | トーマの真相☆本当の仲間                  | 中瀬理香   | 佐藤順一          | 奥野耕太     | 若山政志            | 7月15日       |
| 17   | いよいよ夏休み!☆テストで大パニック?      | 吉村清子   | 藤本義孝          | 藤本義孝     | 南伸一郎            | 7月22日       |
| 18   | 夏だ!キャンプにご用心                    | 高橋ナツコ | 宮下新平          | 吉田俊司     | 内原茂              | 7月29日       |
| 19   | ただいま!☆ふしぎ星                       | 福嶋幸典   | 玉川達文          | 玉川達文     | 細居美恵子          | 8月5日        |
| 20   | レイン、ピンチ!☆恋のから騒ぎ             | まさきひろ | 奥野耕太          | 藤本義孝     | 志田ただし          | 8月12日       |
| 21   | 海でバカンス☆ファンゴと仲良し計画        | 土屋理敬   | 福田貴之          | 福田貴之     | 若山政志            | 8月19日       |
| 22   | もうすぐ新学期☆狙われたシフォン          | 中瀬理香   | 青木佐恵子        | 大脊戸聡     | 川元まりこ          | 8月26日       |
| 23   | やるっきゃない!☆ポイントアップ大作戦     | 吉村清子   | 藤本義孝          | 藤本義孝     | 南伸一郎            | 9月2日        |
| 24   | 跳べファイン!☆汗と涙のプリバウアー       | 福嶋幸典   | 奥野耕太          | 吉田俊司     | 内原茂              | 9月9日        |
| 25   | 目指せ優勝!☆ダンスコンテスト             | 高橋ナツコ | 藤本義孝          | 藤本義孝     | 志田ただし          | 9月16日       |
| 26   | おめでとう!☆天使のハーフバースデイ       | 吉村清子   | 山田弘和          | 山田弘和     | 木野下澄江          | 9月23日       |
| 27   | 天使を救え!☆暗黒のプリンス               | 中瀬理香   | 河本昇悟          | 福田貴之     | 細居美恵子          | 9月30日       |
| 28   | 悪の優等生＠ビビン登場                   | 土屋理敬   | 奥野耕太          | 奥野耕太     | 若山政志            | 10月7日       |
| 29   | レインにおまかせ☆どきどきラブレター      | 吉村清子   | 藤本義孝          | 藤本義孝     | 南伸一郎            | 10月14日      |
| 30   | 復活☆暗黒のプリンス                      | 福嶋幸典   | 青木佐恵子        | 吉田俊司     | 内原茂              | 10月21日      |
| 31   | ハートの砂で☆ハッピーデート!?            | 高橋ナツコ | 佐山聖子          | 佐々木奈々子 | 川元まりこ          | 10月28日      |
| 32   | ピュピュとキュキュ☆初めてのお使い        | 中瀬理香   | 藤本義孝          | 藤本義孝     | 志田ただし          | 11月4日       |
| 33   | 名探偵ふたご姫☆犯人は誰だ!?              | 土屋理敬   | 大脊戸聡          | 大脊戸聡     | 上田幸一郎          | 11月11日      |
| 34   | トーマの辛抱♨湯けむり修学旅行            | 吉村清子   | 福田貴之          | 福田貴之     | 細居美恵子          | 11月18日      |
| 35   | トーマの人情☆思い出の森を守れ            | 中瀬理香   | 藤本義孝          | 藤本義孝     | 南伸一郎 シノミン   | 11月25日      |
| 36   | 花嫁は誰?☆超セレブなプリンセス・パーティ | 福嶋幸典   | 青木佐恵子        | 吉田俊司     | 内原茂              | 12月2日       |
| 37   | どうするビビン!?☆ふたごのお茶会          | 高橋ナツコ | 奥野耕太          | 奥野耕太     | 川元まりこ          | 12月9日       |
| 38   | 頑張るノーチェ♪新しいメロディ            | 土屋理敬   | 藤本義孝          | 藤本義孝     | 志田ただし          | 12月16日      |
| 39   | ハッピークリスマス☆ビビンとなかよし計画  | 吉村清子   | 及川啓            | 及川啓       | 若山政志            | 12月23日      |
| 40   | 新春カートレース☆お年玉は誰の手に!?      | 高橋ナツコ | 紅優              | 大脊戸聡     | シノミン 上田幸一郎 | 2007年 1月6日 |
| 41   | ピュピュの初恋♥ビビンのワナ              | 中瀬理香   | 佐藤順一          | 奥野耕太     | 細居美恵子          | 1月13日       |
| 42   | ファインがお嫁さん?☆どきどきノーチェ     | 土屋理敬   | 青木佐恵子        | 吉田俊司     | 内原茂              | 1月20日       |
| 43   | 減点パラダイス☆大暴走マーチ              | 吉村清子   | 福田貴之          | 福田貴之     | 松尾亜希子 吉田優子 | 1月27日       |
| 44   | 激突!☆ファンゴとフィンゴ                 | 福嶋幸典   | 大脊戸聡          | 大脊戸聡     | 川元まりこ          | 2月3日        |
| 45   | 恋するエリザベータ♥手作りバレンタイン    | 土屋理敬   | 奥野耕太 佐藤順一 | 奥野耕太     | 塩川貴史            | 2月10日       |
| 46   | 涙の別れ☆解散!?チームセレブ              | 中瀬理香   | 青木佐恵子        | 筑紫大介     | 若山政志            | 2月17日       |
| 47   | 三匹のサムライ☆頑張れブライト            | 土屋理敬   | 佐々木奈々子      | 佐々木奈々子 | 上田幸一郎 シノミン | 2月24日       |
| 48   | ハッピーの花☆シェイドの宝物              | 高橋ナツコ | 宮下新平          | 吉田俊司     | 内原茂              | 3月3日        |
| 49   | ふたごVSビビン☆最後の対決!               | 福嶋幸典   | 小野勝巳          | 小野勝巳     | 藤本さとる          | 3月10日       |
| 50   | ブラッククリスタルキング登場☆学園の危機  | 吉村清子   | 佐藤順一          | 大脊戸聡     | 川元まりこ          | 3月17日       |
| 51   | 届け!☆奇跡のプロミネンス                 | 土屋理敬   | 河本昇悟          | 福田貴之     | 塩川貴史            | 3月24日       |
| 52   | 鳴りひびけ!☆平和のベル                   | 中瀬理香   | 佐藤順一          | 奥野耕太     | 細居美恵子          | 3月31日       |

## ミニコーナー

### 学園ほのぼのニュース
3話から13話(1・2話は無し)までは番組冒頭に作品全体の大まかな荒筋をファインとレインが語り、その後OPテーマに繋がるという流れだったが、14話からレインがキャスターのニュース番組という設定で、キャラクターの紹介などをするミニコーナーが前述のアバンタイトルに代わり新設された。取り上げるキャラクターは、本編でフィーチャーされているキャラクターの時もあれば、そうでない時もある。時間が限られているため、レインが本編では見せないような早口で喋っている場合が多い。41話まで。

### これなにクイズ
42話からの番組冒頭ではファインとレインがクイズを出すコーナーになった。答えは後半のアイキャッチにて流れる（ここのBGMは前作のアイキャッチテーマが使われている）。その回の重要人物・重要アイテムが取り上げられることが多い。49話まで。これ以降、冒頭にコーナーは設けず、初めからオープニングテーマが入る。

### 次回予告後
次回予告後には視聴者からのイラスト(前期)→ダンスビデオ(中期)→写真(後期)を紹介するコーナーがあった(DVD版では肖像権などの影響により未収録)。

## 放送局

### 日本国内での放送
| 放送期間（または、放送体制） | 放送時間           | 放送局                                                 | 対象地域 | 備考           |
| ---------------------------- | ------------------ | ------------------------------------------------------ | -------- | -------------- |
| 2006年4月1日 - 2007年3月31日 | 土曜 10:00 - 10:30 | テレビ東京（製作局）を含めた テレビ東京系列地上波全6局 | 日本国内 |                |
| 2006年4月4日 - 2007年4月3日  | 火曜 19:00 - 19:30 | BSジャパン                                             | 日本全域 | BSデジタル放送 |

日本国外では韓国のTooniverse、香港のTVBで放送された。

## 関連商品

### ニンテンドーDS用ソフト
バンダイよりニンテンドーDS用ソフト『スタイルブック 〜ふしぎ星の☆ふたご姫 Gyu!』が2006年3月23日に発売された。
このソフトはゲームソフトではなく電子手帳ソフトであり、日記帳やスケジュール帳・アラーム・会計簿（おこづかい管理）機能などが搭載されている（いずれの機能も、最大で1年分(365日)のデータを記録可能）。
また、電子手帳の機能やフレンドリスト（最大20人登録可）に登録した友人と通信機能を使用してデータを交換することで「スマイルポイント」が蓄積され「アイテムショップ」で「鉛筆」「シール」「リーフレット」などのレアアイテムを購入することが出来る。

### 関連書籍

#### 雑誌
- （小学館の）幼稚園（2006年4月号 - 2007年3月号）
- めばえ（2006年4月号 - 2007年3月号）
- 学習幼稚園
- 小学一年生（2006年4月号 - 9月号）
  - 前作で行われていた『ちゃお』への漫画版の掲載は今作では一切行われなかった。

#### 絵本
- ふしぎ星の☆ふたご姫 Gyu! ひみつブック（2006年 小学館）
- ふしぎ星の☆ふたご姫 Gyu! おはなしシリーズ1巻（2006年 小学館）　※2巻以降は前述の事情により発売されていない。

#### 書籍
- ふしぎ星の☆ふたご姫 Gyu! キャラクターファンブック（2007年 ジャイブ ISBN 978-4-86176-404-2）

#### DVD
DVDはバンダイビジュアルより、2006年9月22日から2007年9月25日にかけて発売された。
| 巻数   | 発売日         | 収録話          |
| ------ | -------------- | --------------- |
| VOL.1  | 2006年9月22日  | 第1話 - 第4話   |
| VOL.2  | 2006年10月27日 | 第5話 - 第8話   |
| VOL.3  | 2006年11月24日 | 第9話 - 第12話  |
| VOL.4  | 2006年12月22日 | 第13話 - 第16話 |
| VOL.5  | 2007年1月26日  | 第17話 - 第20話 |
| VOL.6  | 2007年2月23日  | 第21話 - 第24話 |
| VOL.7  | 2007年3月23日  | 第25話 - 第28話 |
| VOL.8  | 2007年4月25日  | 第29話 - 第32話 |
| VOL.9  | 2007年5月25日  | 第33話 - 第36話 |
| VOL.10 | 2007年6月22日  | 第37話 - 第40話 |
| VOL.11 | 2007年7月27日  | 第41話 - 第44話 |
| VOL.12 | 2007年8月24日  | 第45話 - 第48話 |
| VOL.13 | 2007年9月25日  | 第49話 - 第52話 |

- ふしぎ星の☆ふたご姫 Gyu!スペシャル ぐるり☆ふしぎ星めぐり（2006年8月25日）
  - ロイヤルワンダー学園に留学中のファインとレインの元へ届けられたビデオレターを見るという内容で、前作のプリンセスパーティの総集編となっているOVA作品。

### Blu-rayBOX
2021年12月22日（水）に発売された。

### その他関連商品
- Let's!TVプレイ ふしぎ星のふたご姫 Gyu! ドレスチェンジでキュートにダンス★（2006年9月30日）
  - なりきりプレイ（変身、ダンス等）と4種のミニゲームが楽しめる。
- ふしぎ星のふたご姫 Gyu! てんしのベルチャーム（2006年7月22日）
  - 液晶ゲーム型のアイテム。
- ふしぎ星の☆ふたご姫 Gyu! おまじないカード（2006年5月）
- ふしぎ星の☆ふたご姫 Gyu! おまじないワンダー生徒手帳（2006年4月29日）

## その他
- 都営バスが、2006年6月末から2007年1月中旬まで練馬・巣鴨・渋谷・江戸川地区を中心に『ふしぎ星の☆ふたご姫 Gyu!』のラッピングバスを1台ずつ計4台運行した[9]。
- 2006年5月には、ゲーマーズ本店での関連CD購入者を対象にしたトーク&ライブイベントが代々木アニメーション学院秋葉原校で開かれた。司会はおたっきぃ佐々木、出演は総監督の佐藤順一、主題歌を歌うFLIP-FLAP・ワンダー☆5、ファイン役の小島めぐみ、レイン役の後藤邑子。
  - 上記のイベントによると、ふしぎ星の☆ふたご姫第2期の番組タイトル候補に『ふしぎ星の☆ふたご姫PE（Princess Edition）』があったが、「ふしぎ星の☆ふたご姫 ペ」と読めることからお蔵入りになった。
- 小学館の幼稚園の連載期間中、人物作画担当として大西陽一が担当しており、その後に発売されたテレビ絵本でも確認が出来る。
- このアニメ終了後、テレビ東京土曜朝10時前半枠における女児向けアニメは2011年4月9日開始の『プリティーリズム・オーロラドリーム』まで存在しなかった[注 5]。